# Horst Richter (Kunstkritiker)
Horst Richter (* 26. Februar 1926 in Leipzig; † 22. Dezember 2018) war ein deutscher Kunstkritiker, Journalist und Autor.

## Leben und Werk
Horst Richter, Sohn von Margarete Richter, geborene Hahn-Banisch, und des Kaufmanns Walter Richter, besuchte die Oberrealschule in Leipzig, wo er 1947 sein Abitur machte. Danach begann er eine Buchhandelslehre. Er studierte von 1951 bis 1956 an der Universität Köln Theaterwissenschaft, Kunstgeschichte und Germanistik sowie Völkerkunde, im darauffolgenden Jahr wurde er in Köln zum Doktor der Philosophie promoviert. Seit 1957 arbeitete er als freier Kunstkritiker. Von 1960 bis 1989 war er Pressereferent, ab 1971 auch stellvertretender Generalsekretär der Deutschen UNESCO-Kommission in Köln. Richter war Mitglied des Internationalen Kunstkritikerverbandes (AICA), ab 1972 Vizepräsident und von 1975 bis 1989 Präsident der AICA-Sektion der Bundesrepublik Deutschland.
Als Kunstkritiker erlangte Horst Richter Bekanntheit und Einfluss durch seine langjährige freiberufliche Tätigkeit für den Kölner Stadt-Anzeiger und die Zeitschrift Weltkunst. Seine 1958 herausgegebene Monographie über El Lissitzky zeigte sein besonderes Interesse an den konstruktivistischen Tendenzen der Kunst und der im Westen noch wenig bekannten osteuropäischen Kunst. 1972 veröffentlichte er die erste Monografie über den deutschen Maler der Neuen Sachlichkeit, Anton Räderscheidt. Richters Hauptwerk Geschichte der Malerei im 20. Jahrhundert erreichte im DuMont Verlag zwischen 1974 und 1998 zehn erweiterte Auflagen.
Richter war auch als Radiojournalist unter anderem für die Deutsche Welle und den WDR tätig.
Sein Bruder war der Physiker Egon W. Richter.

## Veröffentlichungen (Auswahl)
- El Lissitzky. Sieg über die Sonne. Zur Kunst des Konstruktivismus. Verlag Galerie Christoph Czwiklitzer, Köln 1958.
- Georg Muche (= Monographien zur rheinisch-westfälischen Kunst der Gegenwart. Band 18). Aurel Bongers Verlag, Recklinghausen 1960.
- Johann Oswald Harms, ein deutscher Theaterdekorateur des Barock. Emsdetten 1963.
- Ernst Wilhelm Nay. Fernsehfilm. 1966.
- Horst Egon Kalinowski. 1967.
- Leo Breuer. 1969.
- Malerei unseres Jahrhunderts. 1969; DuMont, Köln 1991, ISBN 978-3-7701-2889-1.
- Anton Räderscheidt (= Monographien zur rheinisch-westfälischen Kunst der Gegenwart. Band 44). Aurel Bongers Verlag, Recklinghausen 1972, ISBN 978-3-7647-0240-3.
- als Hrsg.:  Kunstjahrbuch. 1972, 1973 und 1976–1979.
- Geschichte der Malerei im 20. Jahrhundert. Stile und Künstler. 1974; überarbeitete und aktualisierte Neuausgabe. DuMont Verlag, Köln 1998, ISBN 978-3-7701-4434-1.
- Die Bundesrepublik Deutschland und die UNESCO. 1976.
- als Hrsg.: Kunst in den siebziger Jahren. 1978.
- Malerei der sechziger Jahre. DuMont, Köln 1990, ISBN 978-3-7701-2272-1.